# Гаяна на літніх Олімпійських іграх 2000
Гаяну на літніх Олімпійських іграх 2000 року у Сіднеї представляли чотири спортсмени (три чоловіки та одна жінка) в одному виді спорту — легкій атлетиці. Прапороносцем на церемонії відкриття Олімпіади була спринтерка Аліанн Помпей. Гаяна утринадцяте брала участь у літніх Олімпійських іграх (у 1948—1964 роках як Британська Гвіана). Гаянські атлети не здобули жодних медалей.

## Спортсмени
| Вид спорту     | Чоловіки | Жінки | Загалом |
| -------------- | -------- | ----- | ------- |
| Легка атлетика | 3        | 1     | 4       |
| Загалом        | 3        | 1     | 4       |

## Легка атлетика
Трекові і шосейні дисципліни
| Спортсмен         | Дисципліна                   | Попередній забіг | Попередній забіг | Чвертьфінал | Чвертьфінал | Півфінал   | Півфінал   | Фінал      | Фінал      |
| Спортсмен         | Дисципліна                   | Результат        | Місце            | Результат   | Місце       | Результат  | Місце      | Результат  | Місце      |
| ----------------- | ---------------------------- | ---------------- | ---------------- | ----------- | ----------- | ---------- | ---------- | ---------- | ---------- |
| Ієн Андре Робертс | біг на 800 метрів (чоловіки) | 1:52.32          | 7                | Н/Д         | Н/Д         | не пройшов | не пройшов | не пройшов | не пройшов |
| Чарльз Аллен      | 110 м з бар'єрами (чоловіки) | 14.21            | 5                | не пройшов  | не пройшов  | не пройшов | не пройшов | не пройшов | не пройшов |
| Пол Такер         | 400 м з бар'єрами (чоловіки) | 50.92            | 6                | Н/Д         | Н/Д         | не пройшов | не пройшов | не пройшов | не пройшов |
| Аліанн Помпей     | біг на 400 метрів (жінки)    | 53.09            | 5 q              | 53.42       | 8           | не пройшла | не пройшла | не пройшла | не пройшла |